# سرخو پنج‌خط
سُرخو پَنج‌خط نوعی ماهی است.
وسایل صید این ماهی ترال کف، قلاب دستی و گرگور است.

## ویژگی‌ها
بیشینهٔ اندازه بدن این ماهیان به ۳۰ سانتیمتر می‌رسد.
یک فرورفتگی مشخص در حاشیه عقبی پیش سرپوش آبششی وجود دارد. باله پشتی دارای ۱۰ شعاع سخت و ۱۳ تا ۱۴ شعاع نرم بوده و فلسهای جلوی باله پشتی از میانه سطح بین چشم‌ها شروع می‌شود. رنگ بدن و باله‌ها زرد رنگ بوده و دارای ۵ نوار طولی آبی‌رنگ در پهلوها و یک لکه سیاه‌رنگ در پشت بدن می‌باشد.

## زیست‌شناسی
متعلق به آب‌های کم‌ژرفای کرانه‌ای بوده، بر روی بسترهای سخت مرجانی، سنگی و شنی سنگی دیده می‌شوند و از بی‌مهرگان کف‌زی و ماهی‌های ریز تغذیه می‌نماید.